# William T. H. Brooks

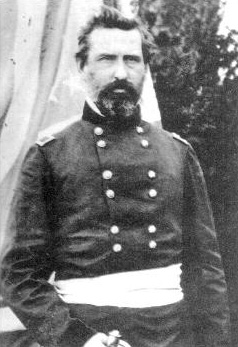
William T. H. Brooks

William Thomas Harbaugh Brooks (* 28. Januar 1821 in New Lebanon, Ohio; † 19. Juli 1870 in Huntsville, Alabama) war im Sezessionskrieg ein amerikanischer Generalmajor der Unionsarmee der amerikanischen Nordstaaten.

## Leben
Er wurde 1821 als Sohn von DeLorma Brooks (1796–1876) und der Lila Harbaugh (1801–1872) geboren und absolvierte die öffentliche Schulausbildung seiner Heimatstadt. Er schrieb sich 1838 an der United States Military Akademy in West Point ein, schloss sein Studium 1841 ab und belegte den 46. Platz von 52. Klassenkameraden. Als Secondeleutnant in Dienst gestellt, diente Brooks zunächst im amerikanischen Westen, wurde aber bald in den Seminolenkriegen in Florida eingesetzt.
Während er im Seminolenkrieg nur an begrenzten Kämpfen teilnahm, erwies er sich aber im Mexikanisch-Amerikanischen Krieg als besonnener Anführer. Er nahm an den Schlachten von Palo Alto, Resaca de la Palma, Monterrey, Vera Cruz, Ocalaca, Cerro Gordo, Contreras und Churubusco teil. Nach seiner Teilnahme an der Schlacht von Monterrey beförderte man ihn wegen seines „galanten und verdienstvollen Verhaltens“ in den Rang eines Brevet-Kapitäns und nach der Schlacht von Contreras zum Brevet-Major. Er beendete den mexikanischen Krieg im Stab von General David E. Twiggs. Nach dem mexikanischen Krieg kehrte Brooks zum Dienst an der amerikanischen Grenze zurück und heiratete am 5. August 1857 Almeria „Alma“ Buell Drake (1836–1921), eine Tochter des Brigadegenerals James Perry und der Priscillia Holmes Drake, das Paar bekam Anfang der Sechzigerjahre drei Kinder. Bis 1858 machte er Dienst im New-Mexico-Territorium und dann bis 1861 in Fort Clark in Texas. Sein letzter Dienst vor dem amerikanischen Bürgerkrieg fand in Fort Hamilton in New York statt. Am 10. November 1851 wurde Brooks der Rang eines regulären Kapitäns zuerkannt.
Im September 1861 wurde Brooks Brigadegeneral der Freiwilligen in der Unionsarmee. Er befehligte zunächst im Halbinsel-Feldzug die 2. Brigade der 2. Division im IV. Corps, bevor er die 2. Brigade der 2. Division im VI. Korps in der Sieben-Tage-Schlacht (25. Juni 1862–1. Juli 1862) führte. Brooks wurde am 29. Juni in der Schlacht von Savage’s Station verwundet, nach kurzen Abwesenheit, um sich von seiner Wunde zu erholen, kehrte Brooks zum Dienst zurück und führte seine Brigade während des Maryland-Feldzuges. Seine Truppen kämpften tapfer in der Schlacht von Crampton’s Gap (14. September), leisteten jedoch nur begrenzte Aktionen in der Schlacht von Antietam (17. September).
Ende September 1862 wurde Brooks Kommandant der 1. Division des VI. Corps (Generalmajor William B. Franklin) und führte seine Männer in die Schlacht von Fredericksburg (11.–15. Dezember 1862) und Chancellorsville (1.–4. Mai 1863). Im Juni 1863 wurde er in den Rang eines Generalmajors befördert, aber es kursierten Gerüchte, dass er zu negativ über seinen Vorgesetzten Ambrose Burnside sprach, was die Militärbehörden dazu veranlasste, ihn in den Rang eines Brigadegenerals zurückzuversetzen. Nach seiner Beförderung und Degradierung diente Brooks als Kommandant der Militärdivision Monongahela. Seine neue Aufgabe war die Befestigung von Pittsburgh, Pennsylvania, gegen einen möglichen Angriff der Konföderierten. 1864 kehrte er auf das Schlachtfeld zurück, kämpfte in der Schlacht von Cold Harbor (31. Mai bis zum 12. Juni 1864) und nahm kurzzeitig an der Belagerung von Petersburg teil. Im Juli 1864 schied er aus gesundheitlichen Gründen aus dem Militärdienst aus.
Nach dem Bürgerkrieg verließ Brooks Ohio und zog nach Huntsville, Alabama, wo er in der Landwirtschaft tätig war. Er starb im Juli 1870 und wurde auf dem Maple Hill Cemetery in Huntsville beigesetzt.